# New Alresford
New Alresford è un comune e parrocchia civile dell'Inghilterra, appartenente alla contea dell'Hampshire.